# Лошадиная энциклопедия (телесериал)
«Лошадиная энциклопедия» — российский документальный фильм Александра Невзорова, снятый в 2004 году. В фильме повествуется о конном спорте. Был показан по Первому каналу в 10 сериях, позже вышла сокращённая DVD-версия из 2 серий.

## Сюжет
В фильме Александр Невзоров путешествует по российским конюшням и открывает перед зрителями различные детали конного дела. В фильме представлены различные ветеринарные заключения, заключения судебно-медицинских экспертов, различные вариации графических анимаций с объяснением работы деталей конской упряжи — лошадиного грызла (трензеля), использования мундштучных удил, пелямов, шпор, хлыстов. Также подробно описана история кавалерии, рыцарства, конного спорта.
Невзоров также написал и книгу с таким же названием — «Лошадиная энциклопедия».
В роли короля Людовика XIV снялся, тем самым дебютировав в кино, Владимир Кумарин, которого журналисты прозвали ночным губернатором Санкт-Петербурга, впоследствии осуждённый на 23,5 года.

### Критика
Значительное внимание уделено созданной Невзоровым школе верховой езды Nevzorov Haute École. Фильм вызвал неоднозначные мнения и стал предметом ожесточенных дискуссий между различными категориями лиц, причастных к коневодству и конному спорту — коннозаводчиками, зоологами, спортсменами, историками, ветеринарами.
Фильм «Лошадиная энциклопедия» получил Бронзовую медаль на международном фестивале телевизионных фильмов в Нью-Йорке и специальную награду 39-го Хьюстонского Международного Независимого кинофестиваля в категории «Документальный фильм».